# 옥천 김문기 유허비
옥천 김문기 유허비(沃川 金文起 遺墟碑)는 충청북도 옥천군 이원면 백지리에 있는, 조선 전기의 문신인 김문기 선생의 옛 자취를 기록한 비석이다. 1984년 12월 31일 충청북도의 기념물 제44호로 지정되었다.

## 개요
유허란 남긴터, 옛 터라는 뜻으로 선현들이 태어났거나 살았거나 임시 머물렀던 곳 또는 순절한 곳을 이른다. 이 비는 조선 전기의 문신인 김문기 선생의 옛 자취를 기록해 두고 있다.
백촌 김문기(1399∼1456) 선생은 세종 8년(1426) 문과에 급제하였고, 단종 원년(1453) 함길도 관찰사를 거쳐 이조판서를 역임하였다. 세조 2년(1456) 단종 복위의 거사에 가담하다 붙잡혀 고문에도 굴하지 않고 사육신과 함께 순절하였다. 영조 7년(1730) 그의 9대손 정구의 상소로 관직을 돌려 받았으며, '충의'라는 시호를 받게 되었다.
현재 비각 안에 보존되어 있는 비는 순조 4년(1804)에 세운 것으로, 헌종 12년(1846) 지금의 자리로 옮겨 왔다.

## 같이 보기
- 김문기

## 참고 자료
- 옥천 김문기 유허비 - 국가유산청 국가유산포털